# جستجوگر یاندکس
جستجوگر یاندکس، یک موتور جستجوی وب متعلق به شرکت یاندکس واقع در روسیه است که بزرگترین موتور جستجوی وب روسیه و هشتمین موتور جستجوی وب جهان محسوب می‌شود.

## دسترسی در ایران
موتور جستجو یاندکس از سال ۱۳۹۴ شمسی به مدت هفت سال در ایران فیلتر بود و سرانجام در تاریخ ۲ مرداد ۱۴۰۱ شمسی بعد از گذشت چهار روز از سفر ولادیمیر پوتین به ایران این موتور جستجو رفع فیلتر شد. قابل ذکر است که وبگاه رفع فیلتر شده تنها مربوط به دامنه Yandex.ru بوده و دامنه Yandex.com پیش‌تر نیز قابل دسترس بوده است.